# Conselice
Consèlice (Cusëls in romagnolo) è un comune italiano di 9 676 abitanti della provincia di Ravenna in Emilia-Romagna. Il comune è composto da tre centri abitati: Conselice (che da sola ha circa 5 400 abitanti), Lavezzola e San Patrizio.

## Geografia fisica
Il territorio di Conselice, avente una superficie di 63 km², è situato in un'area idrografica delimitata dagli argini dei fiumi Sillaro ad ovest, Reno a nord e Santerno ad est. Gli stessi fiumi Sillaro e Reno lambiscono per un breve tratto il territorio del comune, vicino al confine settentrionale.
Il territorio, interamente pianeggiante, è attraversato (da sud a nord) dal Canale Zaniolo che, proveniente da Mordano, si getta nel Canale collettore Destra Reno.
Altro canale artificiale che attraversa Conselice è il Canale dei molini di Imola, anticamente utilizzato per il trasporto merci e per il funzionamento dei numerosi mulini che su di esso sorgevano. Oggi il tratto conselicese non è più attivo; il letto del Canale dei molini è tuttora osservabile nella frazione San Patrizio.

## Storia

### Il porto vallivo
Tramite una ricerca condotta negli anni 1990 a nord dell'abitato, i cui risultati sono stati pubblicati su una rivista dell'Università di Bologna, è stato possibile ricostruire il paesaggio preistorico di Conselice: tra 7 000 e 2 000 anni fa la zona fu una laguna marina.
Le ricerche archeologiche eseguite negli anni 1992-1995 nel territorio comunale hanno riportato alla luce grandi quantità di conchiglie e di altro materiale di ambiente lagunare, tra cui un'ostrica, che è stata datata a 2 635 anni fa con il radiocarbonio. Attraverso l'analisi di tutti i reperti rinvenuti si è potuto concludere che, nell'antichità, il sito di Conselice si trovava sul limitare di una vasta area umida, parte della Valle Padusa.
Nelle pergamene scritte in latino conservate nell'archivio comunale compare dall'XI secolo il nome Caput Silicis. Non esistono prove invece che il toponimo sia stato tramandato direttamente dall'antichità. L'unica cosa certa è che, nel reticolo della centuriazione romana, il sito di Conselice era in asse con Forum Cornelii (l'odierna Imola). Gli storici ritengono che una strada perpendicolare alla via Emilia (cioè un cardo) partisse da Forum Cornelii per raggiungere il sito. Il percorso era lungo 12 miglia romane (circa 25 km), la strada era affiancata probabilmente da un canale navigabile per piccole imbarcazioni.
È possibile allora spiegare l'origine del nome: una prima ipotesi, la più immediata, è che la via romana fosse selciata (silicis). Ma ad oggi non è ancora stato rinvenuto alcun reperto di epoca romana sotto l'attuale via Selice, per non parlare del resto del territorio conselicese.
Se dunque appare certo che fino all'XI secolo l'insediamento non esistesse, le origini di Conselice sono da ricercare nelle peculiari caratteristiche dell'ambiente naturale attorno al sito. Dal punto dove sorge Conselice, infatti, si raggiungeva facilmente per via d'acqua il Po di Primaro (anticamente, il ramo meridionale del Po). Bisogna aggiungere che il Po di Primaro rappresentava per Forum Cornelii la via più diretta di accesso al mare. Quindi è presumibile che, nell'antichità, sul sito dove oggi sorge Conselice esistesse un porto vallivo. Possiamo ora formulare la seconda ipotesi sull'origine del nome: il porto lagunare serviva ai corneliesi per l'approvvigionamento di diverse materie prime.
L'area in cui si trovava il sito della città conservò i caratteri lagunari-vallivi fino alla metà del I millennio d.C., cioè fino alla fine dell'Età antica. I torrenti appenninici, su tutti Sillaro (Sillarus-Silicis) e Santerno (Vatrenus), inondavano periodicamente il terreno con le loro acque.

### La nascita di Conselice
Il più antico documento che cita il Portus de Capite selcis è datato 5 giugno 1084. La pergamena è firmata dal vescovo Morando. Il documento è il risultato delle trattative intercorse tra la sede vescovile, castrum Sancti Cassiani, e la città rivale d'Imola. Fino ad allora il vescovo aveva prevalso sulla civitas corneliense: suoi erano i diritti di dazio sulle merci in transito per via di terra, suo il privilegio di riscuotere le imposte; sua la signoria sullo scalo portuale. Tali prerogative – per motivi a noi sconosciuti – cessarono a vantaggio di Imola, e quindi il vescovo fu costretto a fare alcune importanti concessioni alla città rivale: dovette concedere il ribasso delle tariffe di transito delle navi imolesi e dovette anche promettere di costruire un canale che collegasse la città al "suo" porto (fu realizzato in epoca successiva).
Il porto fu quindi collegato con un'idrovia ad Imola. Attraverso lo scalo lagunare, gli imolesi svolsero i loro commerci marittimi con Venezia e con gli altri porti del mare Adriatico, tanto che nella città la moneta veneta ebbe corso legale. Del porto si servivano anche i mercanti lughesi e faentini. Nel 1126 lo scalo tornò sotto la signoria del vescovo per decisione di papa Onorio II. La signoria vescovile durò fino al 1175, quando castrum Sancti Cassiani fu distrutto dai rivali imolesi.
Intanto, nei secoli XI e XII, periodo caratterizzato dalla ri-antropizzazione del territorio della bassa Romagna ("Romandiola"), si ebbe la formazione dell'abitato di Conselice. Nel 1151 compare nei documenti la definizione di castrum dotato di una curtis per designare Conselice. Il paese rimase soggetto ad Imola (in un rapporto di vassallaggio) fino al 1222, anno in cui venne occupato e distrutto dai Bolognesi. Fu poi ricostruito dagli imolesi nel 1296. Nella prima metà del XIV secolo fu soggetto a Bologna, poi passò alla Santa Sede.
Nella Descriptio provinciæ Romandiolæ del 1371 (documento storico fondamentale per la conoscenza dei paesi e degli abitanti della bassa Romagna), Conselice fu censita come luogo fortificato e con 34 fuochi, cioè capifamiglia con capacità contributiva.
Ecco come doveva apparire Conselice secondo la descrizione della storica Claudia Pancino:
«Alla fine della via Selice si trovava il porto, attorniato da una cinta muraria. Su un lato di essa era costruita la rocca, dove si trovava la sala in cui fino ad almeno il XVI secolo si svolsero i Consigli comunali. Di fronte alla rocca sorgeva la chiesa (San Martino), fra la rocca e la chiesa trovava spazio la piazza (Piazza maggiore), [ai lati della quale sorgevano] le prime (fino all'Ottocento pochissime) abitazioni in muratura delle famiglie più benestanti. Il canale Selice passava lungo il lato ovest della piazza. Proprio alla metà del lato ovest della piazza, tra la rocca e la chiesa, un ponte attraversava il canale. Di fronte al ponte, al di là del canale, si apriva uno spazio che sarebbe poi stato la sede del foro boario». La via principale del paese, che lo attraversava da nord a sud (immancabilmente "Via Selice"), portava al vecchio cimitero.
La chiesa e la piazza (rinominata Piazza Foresti) esistono ancora oggi, così come la Via Selice, mentre il canale è stato deviato di alcune centinaia di metri più ad ovest. Non è più rimasto niente, invece, della rocca.

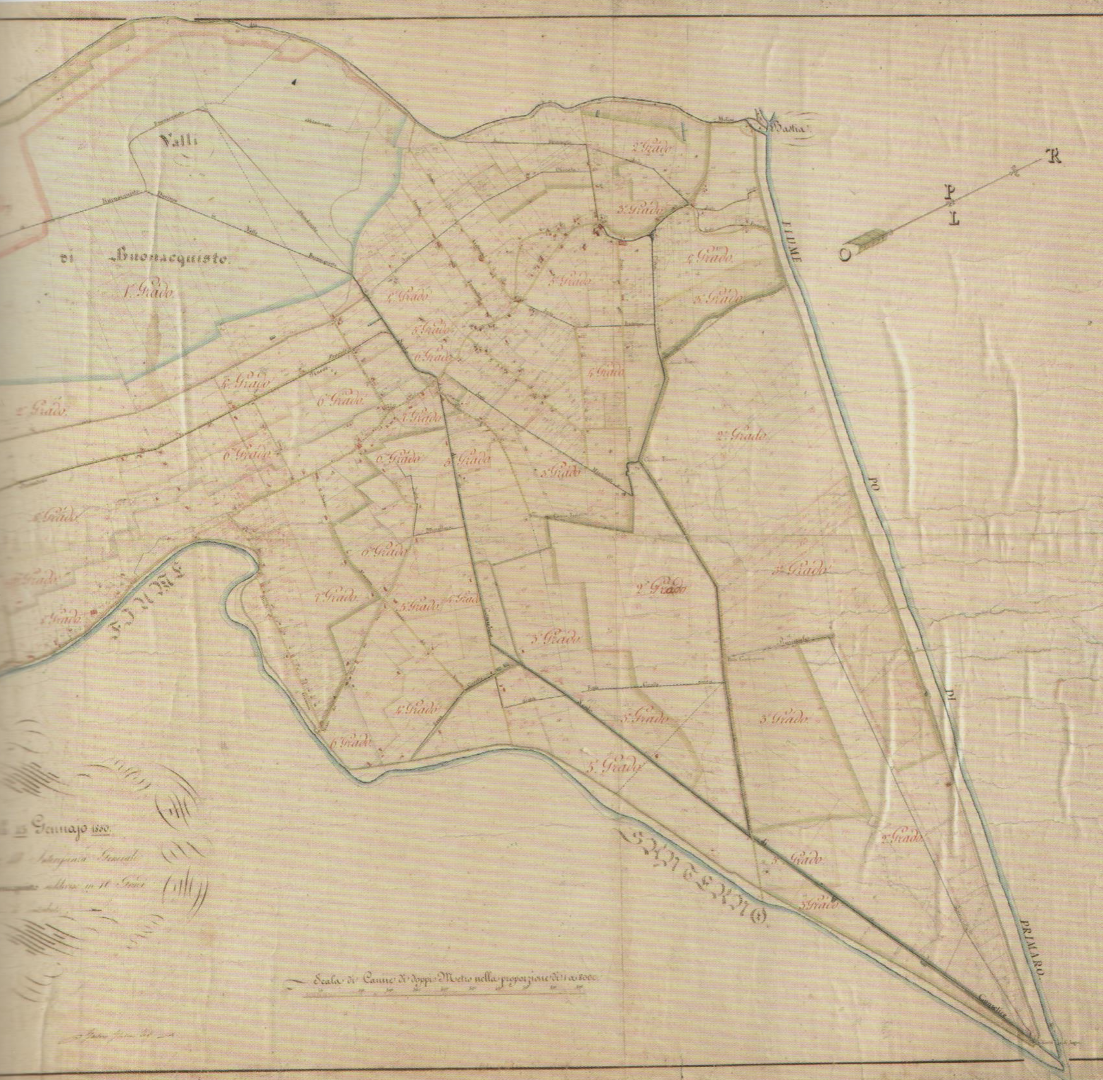
Mappa del territorio tra Sillaro e Santerno con l'indicazione della «Bastia» come toponimo (1830).

Per vari secoli Conselice fu al centro di una zona caratterizzata dalla ricca — e spesso pericolosa — presenza di acque e paludi. La tinca e il luccio che campeggiano nello stemma comunale sono l'eredità di questo passato. In particolare, il luccio richiama la presenza di questo predatore nelle vasti paludi a nord dell'abitato; la tinca allude al fatto che i conselicesi erano dediti all'allevamento ittico Fino a tutto il Medioevo la principale via di comunicazione tra Conselice ed Imola non fu una strada, bensì un canale artificiale, il Canale dei Molini. Solo in Età moderna la strada rettilinea che l'affiancava crebbe d'importanza. In quel periodo fu prolungata verso nord di 10 km, terminando alla Bastia del canale Zaniolo. Oggi è la Strada provinciale Selice.
Il XVI secolo va ricordato come il «secolo delle bonifiche». In quel periodo, infatti, i contadini effettuarono opere di disboscamento, colmata, scavatura di fossi e canali e parallela formazione di argini. Riuscirono a liberare dall'acqua una parte del territorio conselicese, quella meridionale, per farla confluire nelle valli a ridosso del Po di Primaro. Apparvero per la prima volta nei documenti dell'epoca i nomi Correcchio, Gambellara e Zaniolo, scoli di drenaggio attivi ancora oggi. All'inizio del XVII secolo il condotto Zaniolo, che raccoglieva le acque di tutti gli altri canali di scolo, fu immesso nel Primaro.

### Conselice nello Stato Pontificio
Le date fondamentali della storia moderna di Conselice sono:
- Nel 1408 il feudo di Conselice venne ceduto agli Este di Ferrara[14]. La dominazione estense durò ben due secoli. Durante tale periodo il vicino Comune di San Patrizio fu unito a quello di Conselice (1430)[15]. Il paese era tenuto da un capitano nominato direttamente dalla Casa d'Este. Nel 1460 gli Este donarono ai conselicesi lo Statuto, ovvero la raccolta delle leggi di autogoverno della città. Nello Statuto appare già indicato come giorno festivo l'11 novembre, Festa di San Martino, tuttora il patrono di Conselice. Per le loro numerose prove di fedeltà dimostrate nel tempo, i conselicesi vennero definiti da Eleonora d'Este (XIV secolo) "i sudditi più fedeli che gli Este hanno in Romagna".

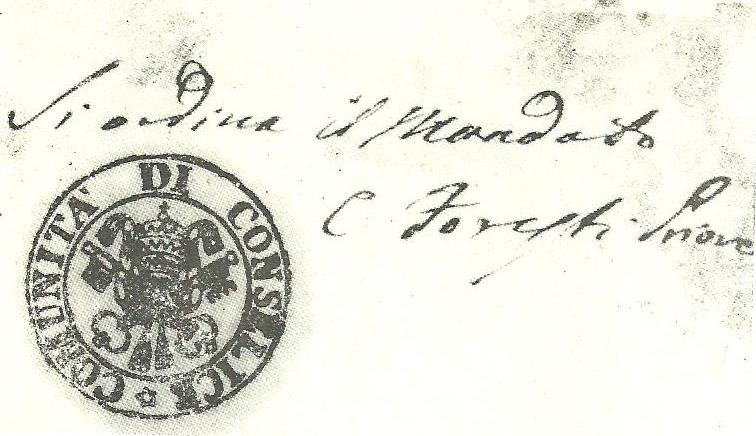
Sigillo del comune del 1859.

- Nel 1598, esauritasi la dinastia d'Este, Conselice tornò sotto il papato. Tuttavia la Santa Sede tornò proprietaria solo del castello, che venne dichiarato appartenente alla Legazione apostolica di Ferrara. La proprietà di gran parte della terra e del territorio di Conselice rimase alla Diocesi di Imola, che ne era stata proprietaria anche durante il dominio estense. Dai terreni, la diocesi incamerava diritti enfiteutici, affitti annuali e decime.
- Nel XVII secolo il comune di Argenta ottenne che la parte sinistra dell'argine del Po di Primaro venisse rialzata. Di conseguenza quando accaddero eventi di piena, le acque del Primaro si riversarono nel territorio conselicese, creando una «infelice situazione»[6], che si protrasse fino a buona parte del XIX secolo.
- Nel 1796 la conquista francese pose fine alla dominazione pontificia. Dopo varie turbolenze politiche, conselice ritornò alla Santa Sede nel 1815.
- Con l'annessione delle Legazioni pontificie al Regno di Sardegna (1859), il comune di Conselice fu incluso nella Provincia di Ravenna (annessione sancita con i plebisciti del 1860).

### Dall'Unità alla Liberazione
La nota Inchiesta Agraria Jacini (1871) tracciò un quadro della gestione del territorio di Conselice negli anni immediatamente successivi alla nascita del Regno d'Italia. La situazione non era molto cambiata dall'inizio del secolo: una manciata di famiglie forestiere possedeva la maggior parte delle terre; su tutte i conti Massari che, arrivati da Ferrara al seguito dei napoleonici, avevano acquistato nel giro di poco tempo le quattro più grandi tenute conselicesi, diventando padroni di un terzo del territorio comunale.
I proprietari residenti nel Comune, invece, erano piccoli o piccolissimi agricoltori. Quasi tutti i proprietari con poderi superiori a 10 ettari non risiedevano nel Comune. Nella frazione di Lavezzola esistevano solo tre grandi proprietà.
Per quanto riguarda la destinazione d'uso del territorio, la situazione non era incoraggiante: ben due terzi erano costituiti da zone umide, oppure zone asciutte solo d'estate ma impraticabili in inverno. Il 20% era costituito da valli permanenti, mentre meno del 15% era rappresentato da buon terreno lavorativo. Dall'Inchiesta si evince come nell'Ottocento i conselicesi conducessero una vita molto modesta.
Il pericolo del diffondersi di epidemie era costante. Per combatterlo, nel 1870 il Comune aprì la prima fontana pubblica di acqua potabile nella piazza centrale del paese. Per la sua caratteristica forma, fu detta popolarmente funtana d'e' bafion (fontana del baffone in romagnolo).
Che mestieri facevano i conselicesi? Un'indagine condotta nel 1873 nella principale parrocchia cittadina, San Martino, accerta che la stragrande maggioranza degli uomini lavorava nei campi: 163 come braccianti (quindi come operai a giornata) e circa 150 come coloni (cioè agricoltori legati stabilmente alla loro terra). Per quanto riguarda le donne, il mestiere più comune era la filatrice. Vi erano poi: 8 bottegai, 2 caffettieri, 5 impiegati, un infermiere, un macellaio, una maestra e tre maestri, un maestro di musica, due medici, un orologiaio, 4 osti, 3 pastori, 2 pensionati, 2 povere, una tessitrice e 9 vallaroli.
Nel censimento del 1871, i 6 860 abitanti erano così distribuiti nel territorio: 4 877 vivevano in case sparse nelle campagne, mentre solo 1874 vivevano nei tre centri abitati, cioè Conselice (1 185), San Patrizio (361) e Lavezzola (328).
Nel 1886 il comune fu sfiorato dall'emergenza colera. Una delle cause fu certamente la scarsezza e l'inadeguatezza delle poche fogne chiuse che esistevano nel centro abitato. Nel 1888 entrarono in funzione i primi plessi scolastici, a San Patrizio e a Lavezzola. Per il capoluogo, invece, si dovette attendere il 1910.
Nel corso dell'Ottocento si diffonde a Conselice la risicoltura. I primi terreni ad essere utilizzati per la coltivazione del riso sono quelli prossimi alle paludi, situati nella parte nord del territorio comunale, tra Lavezzola ed il Po di Primaro. Alla metà del secolo la coltivazione del riso supera in estensione le colture arboricole e cerealicole. Si coltivano risaie anche alle porte dell'abitato, sia a Conselice che a San Patrizio; alle risaie si alternano aree di pantano, di cui molte peraltro venivano coltivate a riso. In molti casi la coltivazione a riso era l'ultima scelta per i terreni che non erano suscettibili di nessuna rendita. Si metteva un terreno acquitrinoso a risaia con la speranza che col tempo si colmasse e si potesse così metterlo a coltura, di cereali per esempio. Conselice era inoltre, con Alfonsine, un centro già famoso per l'allevamento dei ranocchi, anfibio tipico delle zone umide. La fama di "Paese dei ranocchi", per cui Conselice è rinomata tuttora, nasce proprio in questo periodo.
Nel 1875 vengono bonificati e messi a coltura circa cento ettari che, da area valliva, diventano campi coltivati a pescheti e frutteti. Alla fine del secolo, comunque, la risicoltura è ancora il "fulcro di tutte le vicende dell'agricoltura nel mondo rurale conselicese". Nell'anno 1899 sono coltivati a risaia 400 ettari di terreno. Nove anni prima (1890) si era verificato a Conselice un grave fatto di sangue. Il 20 e 21 maggio si erano radunati in Piazza maggiore alcuni braccianti ed alcune risaiole che reclamavano migliori condizioni di lavoro e di salario. Le rivendicazioni, specialmente delle mondine, presso i proprietari delle risaie non avevano prodotto nessuno effetto. Dal canto loro, i braccianti avevano come interlocutore lo stato e il municipio. Il Ministero dei Lavori pubblici aveva finanziato i lavori di costruzione della ferrovia Ferrara-Ravenna-Rimini, che erano terminati l'anno prima (1889). Ora centinaia di braccianti erano disoccupati e chiedevano che lo stato aprisse nuovi cantieri. Decisi a farsi sentire in Comune, dunque, i braccianti si mossero verso il municipio. Ma le guardie chiamate a difendere il palazzo municipale spararono colpi d'arma da fuoco sui manifestanti. Due mondine ed un uomo rimasero sul terreno.
Questo episodio rappresentò un momento di svolta nella storia del paese e nella storia dei rapporti di lavoro di tutta la Pianura padana: dopo i fatti di Piazza maggiore lo spontaneismo lasciò il posto alle prime forme di organizzazione sindacale. Già alla fine dello stesso anno, il 16 novembre si costituì l'Associazione generale cooperativa fra operai braccianti di Conselice, Lavezzola e San Patrizio. Il 2 aprile 1891 nacque la Società cooperativa fra i lavoranti muratori di Conselice.
In un'inchiesta sul lavoro delle risaie pubblicata nel 1906 le condizioni salariali del conselicese venivano descritte come le migliori della zona, dando ragione del suo ruolo di avanguardia nella provincia di Ravenna.
Nel 1914 i terreni non destinati a risaia superano quelli a risaia: ben il 28% della superficie è destinato a vigneto, il 23% ai foraggi e oltre il 21% al grano. A Conselice non esiste ancora la frutticoltura, che invece è molto sviluppata nel territorio della confinante Massa Lombarda. Si può dire che l'economia conselicese si esaurisse nel settore primario: non vi erano stabilimenti industriali e non erano presenti istituti di credito. Aumentano i servizi alla cittadinanza: nel 1910 viene costruita la nuova scuola elementare. Nello stesso anno, al teatro i conselicesi assistono alla prima proiezione cinematografica e viene rappresentata la prima opera (Il Barbiere di Siviglia). Infine, dal gennaio 1911, vengono accesi i nuovi lampioni ad illuminazione elettrica.
Dopo la prima guerra mondiale cominciano i lavori di bonifica della parte del territorio comunale ancora paludosa (circa un sesto della superficie). Parallelamente, il settore primario è attraversato da un processo di ammodernamento: più concimazione chimica, più meccanizzazione, aumento dell'estensione delle colture industriali (barbabietola, frutteto).
Rimangono invece insufficienti le condizioni abitative dei conselicesi: un rapporto dell'Ufficiale sanitario del 1921 segnala che la gran parte della popolazione vive in condizioni di assoluta antiigienicità. Molte famiglie vivono in un solo locale. La carenza di abitazioni, che si somma alla cronica carenza di lavoro bracciantile, innesca una miscela esplosiva: nel biennio 1920-21 il territorio conselicese è scosso da rivolte che in alcuni casi sfociano nella violenza. Il "biennio rosso" non porterà i benefici sperati e già nel 1922 la lotta operaia avrà esaurito la sua spinta propulsiva.
Conselice, che era stata amministrata dal Partito Socialista Italiano fin dai primi anni del secolo, si avvia al definitivo insediamento del potere fascista. A Conselice il fascismo presenta un'impronta prettamente locale: quella di una reazione agraria diretta a restaurare il predominio dei proprietari terrieri sugli operai. L'instaurarsi del potere fascista nel municipio conselicese non porta comunque ad una stabilizzazione del funzionamento dell'amministrazione: comincia invece una vera e propria guerra tra le diverse fazioni dello squadrismo locale. Il risultato sarà che per quasi tutti gli anni Venti Conselice verrà retta da commissari prefettizi e perderà quindi importanti finanziamenti statali.
Vengono così dilungati i tempi della bonifica definitiva del territorio, che si prolungano fino agli anni Trenta. Né si riscontra un miglioramento della produttività dei terreni già messi a coltura. Se il panorama del settore primario è abbastanza statico, un settore dell'economia che registra forti tassi di sviluppo è l'edilizia. L'espansione abitativa è costante per tutti gli anni Venti e Trenta. Però avviene al di fuori di qualsiasi pianificazione, poiché viene tracciato un piano regolatore per il solo centro di Conselice. A Lavezzola, per esempio, i privati vengono indotti a costruire lungo i lati della Via Bastia, con il risultato di far assumere al paese l'aspetto di un lungo corridoio di case. Ed è l'aspetto che Lavezzola mantiene tutt'oggi.
Permangono peraltro di basso tenore le condizioni abitative: nessuna costruzione di case popolari, carenza di alloggi e cattive condizioni igieniche sono i problemi cui devono ancora far fronte i conselicesi. Le frazioni sono ancora prive di sistema fognario.
Le precarie condizioni di vita della popolazione subiscono un repentino peggioramento già nei primi mesi della seconda guerra mondiale. L'aumento dei prezzi colpisce le fasce più deboli e determina un peggioramento generale dell'alimentazione. Fortissime difficoltà si registrano nell'approvvigionamento dei combustibili. Ovviamente tutte le opere pubbliche previste sono rimandate a dopo la conclusione del conflitto. Conselice non ha ancora un acquedotto mentre la rete fognaria, finora costruita solo nelle vie del centro, è completamente ostruita, per cui quando piove il paese si allaga.
Con l'arrivo della guerra sul suolo italiano anche Conselice viene sconvolta da bombardamenti e fatti luttuosi. L'incursione del 29 agosto 1944 colpisce l'abitato di Conselice provocando il crollo di 16 edifici. In quello stesso periodo si costituiscono le prime formazioni partigiane militarmente inquadrate sul territorio, che forniscono un supporto decisivo alle forze anglo-americane. Dopo aver liberato Ravenna il 4 dicembre 1944, le truppe alleate proseguono la loro avanzata nella Bassa Romagna sino ad arrestarsi sul fiume Senio. Durante l'inverno 1944-45 il paese soffre i bombardamenti e il fatto di essere vicino a linea del fronte. Le bombe colpiscono l'arginatura del Sillaro, la linea ferroviaria ed anche il ponte sul Reno a Lavezzola. Conselice viene liberata il 14 aprile 1945 durante le fasi iniziali dell'offensiva alleata. Il tributo di Conselice alla lotta di liberazione è di 27 morti in combattimento ed almeno altrettanti per fucilazione.

### Il dopoguerra
Dopo la guerra non si provvide a risistemare gli argini sul fiume Santerno danneggiati dalla guerra. Le conseguenze furono tragiche: il 5 dicembre 1959 una disastrosa rotta del Santerno allagò il 40% del territorio comunale. L'enorme massa d'acqua fu fermata provvidenzialmente a soli 500 metri dal centro storico, non superando l'alta massicciata della ferrovia locale.
L'abitato di Conselice fu invece quasi del tutto allagato durante l'alluvione dell'Emilia-Romagna del maggio 2023.

### Simboli
Lo stemma di Conselice fu riconosciuto, insieme al gonfalone, con decreto del capo del governo del 21 settembre 1933 e così descritto: di rosso, al luccio d'oro, sinistrato da una tinca d'argento, in palo, alla pigna pendente dal capo.
Con il decreto del presidente della Repubblica del 29 settembre 2011, gli smalti dei due pesci vengono invertiti e viene concessa la bandiera comunale.
Il gonfalone è un drappo di rosso.

La bandiera è un drappo interzato in palo di rosso, di bianco, di rosso; il palo bianco è caricato dallo stemma sopra descritto con l'iscrizione centrata in argento, recante la denominazione del Comune.

## Monumenti e luoghi d'interesse

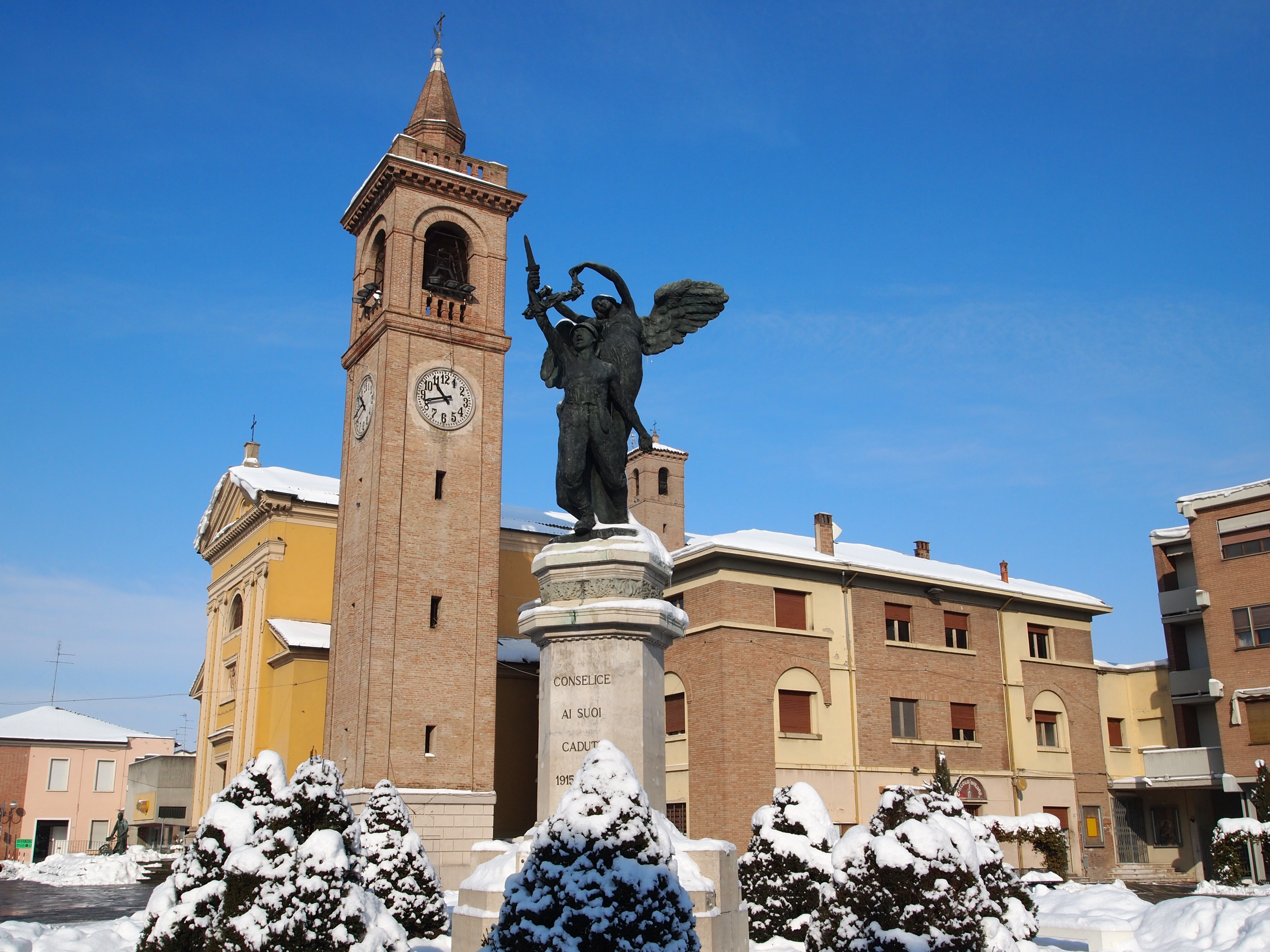
La chiesa di San Martino e il Monumento ai caduti (febbraio 2012).

- Chiesa di San Martino Vescovo. È la chiesa arcipretale di Conselice. Fu edificata tra il 1820 e il 1830 in seguito alla demolizione di una precedente chiesa romanica dell'XI secolo, giudicata pericolante. Di sobrio stile neoclassico, è composta di un'unica navata con volte a botte e quattro cappelle laterali. All'interno i dipinti più pregevoli sono una pala d'altare del Seicento rappresentante i Santi Martino e Patrizio e l'ovale Madonna con Bambino dormiente di autore bolognese del XVIII secolo. Nella chiesa è conservata anche una statua che ritrae la Madonna, risalente al XVII secolo, opera della bottega dei Paganelli di Lugo.
- Chiesa parrocchiale di San Patrizio.
- Chiesa parrocchiale di San Giovanni evangelista, a Chiesanuova.
- Chiesa di San Maurelio, a Lavezzola.
- Mulino di San Patrizio. Fu costruito verso la fine del XV secolo lungo il Canale dei Mulini, il corso d'acqua che collega Conselice con Imola. È osservabile a tutt'oggi la struttura originaria, a due piani. Di notevole interesse sono la paratia lignea ed i macchinari conservati all'interno dell'edificio.
- Monumento alle mondine e agli scarriolanti (1990), a memoria del XX secolo, quando gran parte della popolazione era occupata in lavori manuali e di fatica;
- Conselice è uno dei pochi paesi d'Italia ad aver dedicato un monumento al ranocchio (2000), una specialità gastronomica locale.
- Nel settembre 2006 a Conselice si è inaugurato il primo Monumento alla stampa clandestina ed alla libertà di stampa di cui si ha notizia in Italia (immagine).

## Aree naturali
Nel territorio comunale è sita l'area di riequilibrio ecologico Bacini di Conselice. Nata all'interno della cassa di espansione dello scolo Zaniolo, è una zona in corso di rinaturalizzazione costituita da un insieme di stagni e boschetti. Istituita nel 2011, l'A.R.E. si estende per 9 ettari.
Esiste inoltre la zona di protezione speciale «Bacini di Conselice e Lavezzola». Si tratta di due distinte zone umide: la cassa di espansione del canale Diversivo in Valle ed i bacini della Fornace Litos (a est di Lavezzola). Entrambe le aree sono in corso di rinaturalizzazione.

## Società

### Evoluzione demografica
Abitanti censiti

### Etnie e minoranze straniere
Secondo i dati ISTAT al 31 dicembre 2009 la popolazione straniera residente era di 1 433 persone. Le nazionalità maggiormente rappresentate in base alla loro percentuale sul totale della popolazione residente erano:
- Marocco 467 4,71%
- Romania 276 2,78%
- Albania 217 2,19%

### Religione
Nel comune di Conselice sono presenti quattro parrocchie, facenti parte di due diocesi diverse: 
- Diocesi di Imola: San Martino (principale), San Giovanni Evangelista (a Chiesanuova) e San Patrizio (il territorio di quest'ultima comprende anche la frazione Zeppa)
- Arcidiocesi di Ravenna-Cervia: Lavezzola

### Eventi e ricorrenze
- Carnevale di San Grugnone[24]: si tiene il mercoledì delle ceneri e la seconda domenica di Quaresima sin dal 1919. Dal 2023 fa parte dei 15 Carnevali storici inseriti nell'Albo regionale istituito con la legge 14/2022;
- Festa dla Madòna dj Garzon: si celebra il 25 marzo di ogni anno. Nei tempi andati, le famiglie avevano bisogno dell'aiuto economico anche dei figli non in età da lavoro. Non appena le loro braccia potevano sopportare i lavori di fatica, almeno uno di essi veniva mandato a fare il "garzone" (tuttofare) presso un contadino. Per tradizione, il giorno in cui il fanciullo salutava i genitori per andare dal contadino era il 25 marzo (festa dell'Annunciazione di Maria). Quella giornata era vissuta nel divertimento, tra canti, balli e spettacoli ambulanti[25];
- Sagra del ranocchio: si svolge nel secondo fine settimana di settembre. È l'unica sagra della provincia di Ravenna intitolata a questo anfibio, del quale fino al secondo dopoguerra esistevano in loco numerosi allevamenti. La prima edizione si è tenuta nel 1974.

## Cultura
Biblioteca
La Biblioteca civica fu aperta nel 1967 nell'ex Casa Vacchi. Nel 1995 è stata intitolata alla scrittrice conselicese Giovanna Righini Ricci. Dal 2001 i locali della biblioteca sono allestiti all'interno del palazzo comunale.
Teatro
Inaugurato nel 1987 dopo un intervento di ristrutturazione, il teatro comunale di Conselice offre una stagione di prosa (anche commedie in romagnolo).
Mezzi d'informazione
- E' bafion (1979-2011)[26]. Il giornale, nato in ambito parrocchiale, ha raccontato per oltre 30 anni le tradizioni e le radici culturali dei conselicesi.

## Economia
Turismo
Poco fuori del centro abitato si trovano: 
- il parco acquatico "Acquajoss", in esercizio dal 6 luglio 1991. Nel 2015 ha raggiunto il record di 105 000 visitatori[27];
- il kartodromo con kart elettrici “Planet Kart”, in esercizio dal novembre 2000.

## Infrastrutture e trasporti

### Strade
Conselice, San Patrizio e Lavezzola sono attraversate dalla strada provinciale (strada statale fino al 2001) Selice-Montanara Imolese. La strada inizia poco più di 1 km a nord di Lavezzola; dopo averla attraversata passa da Conselice e San Patrizio, poi prosegue in direzione sud verso Imola.
Lavezzola è il punto d'arrivo della Strada provinciale 13 «Bastia», che segue il corso del Santerno mantenendosi alla sinistra del fiume.
A Nord di Lavezzola, la Strada statale 16 Adriatica, che nel tratto Ferrara-Ravenna è chiamata "Reale", lambisce il territorio comunale per un breve tratto.

### Ferrovie
Il territorio è servito da tre stazioni ferroviarie: la Stazione di Conselice e la Stazione di San Patrizio sulla linea Faenza-Lavezzola, e la Stazione di Lavezzola sulle linee Ferrara–Rimini e Faenza-Lavezzola.

### Mobilità urbana

#### Piste ciclabili
Nel 2013 è stato completato il tratto che collega Lavezzola con la frazione lughese di Frascata (2 km).

## Amministrazione

Il gonfalone comunale

I Comuni di Conselice, Alfonsine, Bagnacavallo, Bagnara di Romagna, Cotignola, Fusignano, Lugo, Massa Lombarda e Sant'Agata sul Santerno formano insieme l'Unione dei comuni della Bassa Romagna.
Nel 2012 Conselice ha ottenuto l'approvazione da parte del Ministero dell'Interno della bandiera comunale. La consegna del vessillo si è svolta il 14 novembre 2012. Conselice è l'unico comune dell'Unione a possedere una propria bandiera.
Nello stesso anno è stato modificato lo stemma, che risaliva agli anni Trenta, e dove il luccio e la tinca apparivano erroneamente di colore oro e argento anziché argento e oro. La corona di ferro del vecchio modello araldico è stata affiancata da fronde di quercia e di alloro.

### Gemellaggi
Conselice è gemellata con:
- Bourgoin-Jallieu, dal 25 ottobre 1996
- Bitritto, dal 15 settembre 2001
- Velika Plana, dal 10 ottobre 1985 (patto di amicizia)

## Sport

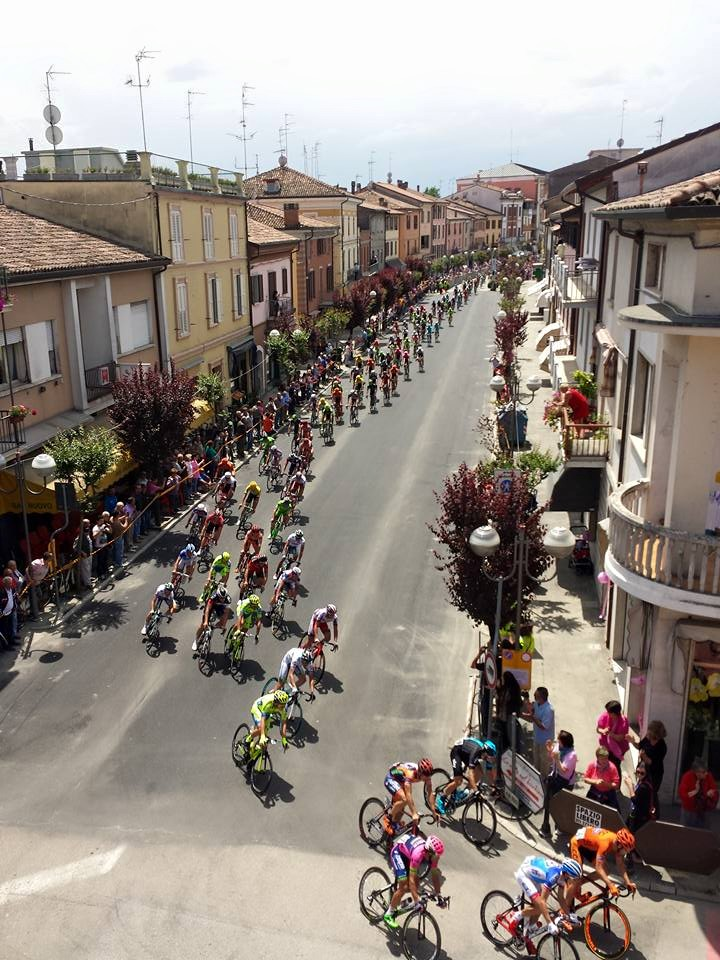
La carovana del Giro d'Italia 2015 attraversa il centro di Conselice.

### Associazioni sportive
Le associazioni sportive di maggior tradizione a Conselice sono (in ordine alfabetico):
- Associazione Calcio Conselice (calcio);
- Associazione Sportiva Atletico Club Conselice (calcio);
- Associazione Sportiva Conselice (pallavolo);
- Motoclub Conselice a.s.d., fondato nel 1981;
- Tennis Club Conselice (tennis, fondato nel 1963).

### Impianti sportivi
- Sia Conselice che Lavezzola e S. Patrizio dispongono di un campo di calcio, dove giocano le rispettive squadre di club;
- Conselice dispone di un Palazzetto dello sport, utilizzato per gli sport di sala e di combattimento;
- Nel territorio comunale è sito il campo di tiro a volo "Madonna del Bosco". Fondata nel 1990, la struttura ospita sette campi da tiro in cui è possibile allenarsi nelle varie specialità, sia olimpiche che non olimpiche. Ha ospitato diverse edizioni dei Campionati italiani. A Conselice si allena regolarmente la Nazionale A; per anni si è allenata anche la campionessa olimpica di Londra 2012 Jessica Rossi[29];
- Nel 2012 è stato inaugurato un bike park, uno dei primi della Provincia di Ravenna. La struttura sportiva si sviluppa in un'area di 5 000 metri quadrati.